# Andhaka

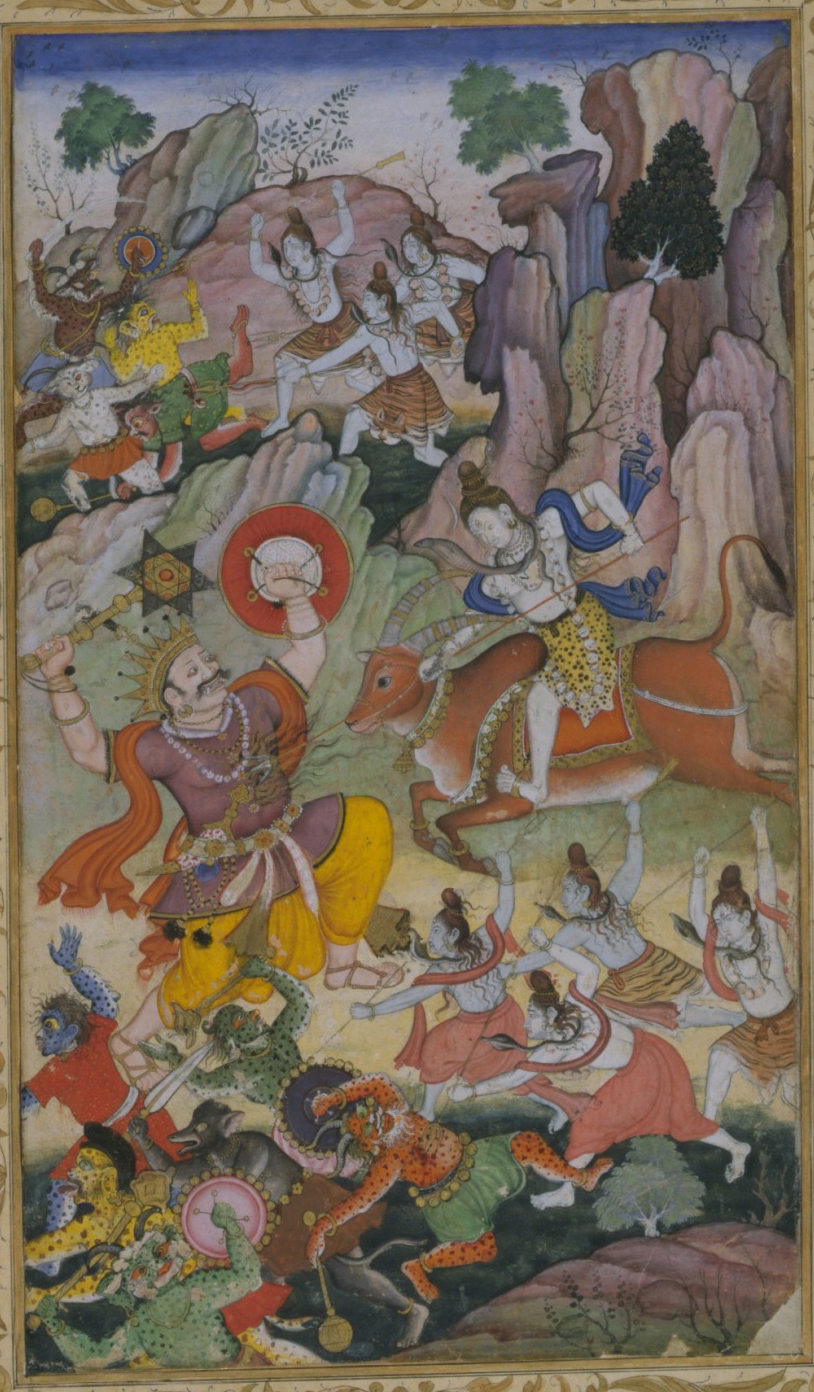
Combat de Shiva et Andhaka. Peinture, vers 1590.

Andhaka (sanskrit: अन्धक) est un démon de l'hindouisme, devenu dans la légende le roi des démons. Il apparaît dans de nombreux textes hindous, notamment le Matsya Purana (en), le Kurma Purana (en), le Linga Purana (en) et le Shiva Purana (en), et il existe plusieurs versions de son histoire. Selon la plus commune, né aveugle de Shiva et de Parvati, une fois adulte, il affronta ses parents avec une armée, mais le trident de Shiva le blessa tant et si bien qu'à moitié-mort, son armée réduite à néant, il devint un fidèle de ses dieux de parents. Andhaka signifie : l'aveugle. Selon la Matsya Purana, il avait la faculté de se dédoubler à partir de chaque goutte de son sang lorsqu'il était blessé. Çiva aurait créé sept vampires (les Mâtrikâ) pour le combattre.
Il a deux enfants, Adi et Baka ou Vaka.